# Eddie Murphy Raw
Eddie Murphy Raw este un film american de stand-up comedy din 1987 cu Eddie Murphy. Este regizat de Robert Townsend. Raw este al doilea film de  stand-up comedy al lui Murphy după Eddie Murphy Delirious și primul care a fost lansat cinematografic. Filmul de 90 de minute a fost realizat la  Felt Forum din   Manhattan New York City, un complex din Madison Square Garden.  Raw este încă cel mai bun film de stand-up din toate timpurile în ceea ce privește box office-ul, cu încasări de 50,5 milioane $. Filmul a fost lansat la 18 decembrie 1987 în Statele Unite. 

## Prezentare
Filmul începe cu un segment (sketch) înregistrat anterior care înfățișează o scenă din copilăria lui Murphy. În timpul unei petreceri în familie de Ziua Recunoștinței, în noiembrie 1968, copiii își prezintă pe rând talentele lor rudelor adunate în jurul mesei (inclusiv o rudă jucată de Murphy însuși). Tânărul Eddie (Deon Richmond) își șochează familia cu o glumă nepoliticoasă despre o maimuță și un leu.
După ce începe spectacolul live pe scenă, Murphy începe să discute despre reacțiile furioase ale unor celebrități parodiate anterior în Delirious, mai ales reacțiile lui Mr. T și ale lui Michael Jackson, precum și despre opiniile homosexualilor spectatori supărați pe glumele sale despre "poponari." Murphy prezintă apoi un așa zis apel telefonic primit de la Bill Cosby care îl ceartă pentru folosirea injuriilor pe scenă. Înfuriat de presupunerea lui Cosby că întregul său joc actoricesc a fost doar o „murdărie murdărie,“ Murphy îi cere sfatul lui Richard Pryor. Pryor îi spune că singura sa preocupare ar trebui să fie ceea ce face publicul să râdă și să dea bani și să-i spună lui Cosby: „Ia o Cola, zâmbește și taci dracului din gură.“ Murphy prezintă apoi cu vocea lui Pryor o glumă din adolescență despre defecare. El continuă apoi să vorbească despre ce înțeleg din spectacolul său oamenii care nu știu bine limba engleză (străinii), aceștia aud doar înjurăturile și i le strigă în față când îl întâlnesc pe stradă.

## Distribuție
- Eddie Murphy - Himself
- Tatyana Ali - Eddie's sister (sketch)
- Deon Richmond - Little Eddie (sketch)
- Billie Allen - Eddie's aunt (sketch)
- James Brown III - Thanksgiving guest
- Edye Byrde - Mrs. Butts (sketch)
- Michelle Davison - Thanksgiving guest
- Clebert Ford - Uncle Lester (sketch)
- Birdie M. Hale - Aunt Rose (sketch)
- J. D. Hall - Party guest (sketch)
- Tiger Haynes - Card player #3
- Barbara Iley - Thanksgiving guest
- Leonard Jackson -  Uncle Gus (sketch)
- Samuel L. Jackson - Eddie's Uncle
- John Lafayette - Thanksgiving guest
- Davenia McFadden - Eddie's Aunt (sketch)
- Gwen McGee - Eddie's Mother (sketch)
- Lex Monson - Card player #4
- Warren Morris - Poetry reader
- Basil Wallace - Eddie's Father (sketch)
- Damien Wayans - Child running in the house
- Ellis E. Williams - Eddie's Uncle (sketch)
- Carol Woods - Eddie's Aunt
- Kim Wayans - Interviewed fan (nemenționat)

## Diverse
În film este folosit cuvântul "fuck" de 223 de ori, acesta fiind un record pentru filmele lansate cinematografic, depășind filmul Scarface. Raw a fost și el pe primul loc la acest capitol înainte de a fi depășit de Goodfellas.

## Producție
Cheltuielile de producție s-au ridicat la 8 milioane $.

## Primire
The New York Times și Los Angeles Times au lăudat interpretarea lui Eddie Murphy.
A avut încasări de 50,5 milioane $.